# Adenstedt (Ilsede)
Adenstedt ist ein westlich liegender Ortsteil der Gemeinde Ilsede im Landkreis Peine, Niedersachsen.

## Geschichte
Ein Hügelgräberfeld aus der Zeit 1200 bis 800 v. Chr. im Lah in Adenstedt weist eine sehr frühe menschliche Besiedlung dieser Gegend nach.
Das Dorf fand am 29. Juni 1282 erstmals urkundliche Erwähnung in einer zwischen Herzog Heinrich von Braunschweig und Ritter Sigfrid Schadewalt getroffenen Vereinbarung. In der zweiten Hälfte des 16. Jahrhunderts verfasste der Adenstedter Pastor Johannes Sanders († 1588) eine Tragödie über Johannes den Täufer.
Am 1. Februar 1971 wurde Adenstedt gemeinsam mit den bis dahin selbstständigen Gemeinden Gadenstedt, Groß Lafferde, Münstedt und Oberg zur Gemeinde Lahstedt zusammengefasst. Am 10. Juli 2014 beschlossen die Mitglieder des Gemeinderates den Zusammenschluss der Gemeinden Lahstedt und Ilsede. Die Fusion der Gemeinden wurde zum 1. Januar 2015 umgesetzt.

## Religion
In Adenstedt befindet sich die evangelische St.-Briccius-Kirche (→Kultur und Sehenswürdigkeiten), zum Kirchenkreis Peine gehörend.
Die katholische St.-Thomas-Kirche wurde 1969 erbaut. 2009 erfolgte ihre Profanierung, 2010 wurde sie abgerissen. Heute befindet sich die nächstgelegene katholische Kirche im fünf Kilometer entfernten Groß Ilsede.

## Politik

### Ortsrat
Der Ortsrat, der Adenstedt vertritt, setzt sich aus neun Mitgliedern zusammen. Die Ratsmitglieder werden durch eine Kommunalwahl für jeweils fünf Jahre gewählt.
Bei der Kommunalwahl 2021 ergab sich folgende Sitzverteilung:
| Ortsrat 2021Insgesamt 9 Sitze - SPD: 2 - IGA: 3 - CDU: 4 |

### Ortsbürgermeister
Ortsbürgermeister von Adenstedt ist Karsten Könnecker.

### Wappen
Im Wappen von Adenstedt reitet in Rot auf goldenem Hügel ein silberner mit Schild und gesenktem Speer bewaffneter Reiter. Das Bild des Reiters hat den Reiterstein von Hornhausen als Vorlage. Für Adenstedt soll er den germanischen Göttervater Odin (oder auch Wodan) verkörpern, der in einer alten Sage auftaucht, die sich auf die prähistorischen Hügelgräber im Adenstedter Lah bezieht. Eine Straße am Waldrand heißt auch „Am Odinshain“.

## Kultur und Sehenswürdigkeiten

### Bauwerke
- Die Evangelisch-lutherische St.-Briccius-Kirche wurde 1922 nach Entwurf von Karl Mohrmann in romanisierenden Formen errichtet.
- Das besonders geschützte Kulturdenkmal Hügelgräberfeld von ca. 1200 bis 800 v. Chr. ist über ausgewiesene Wege begehbar.

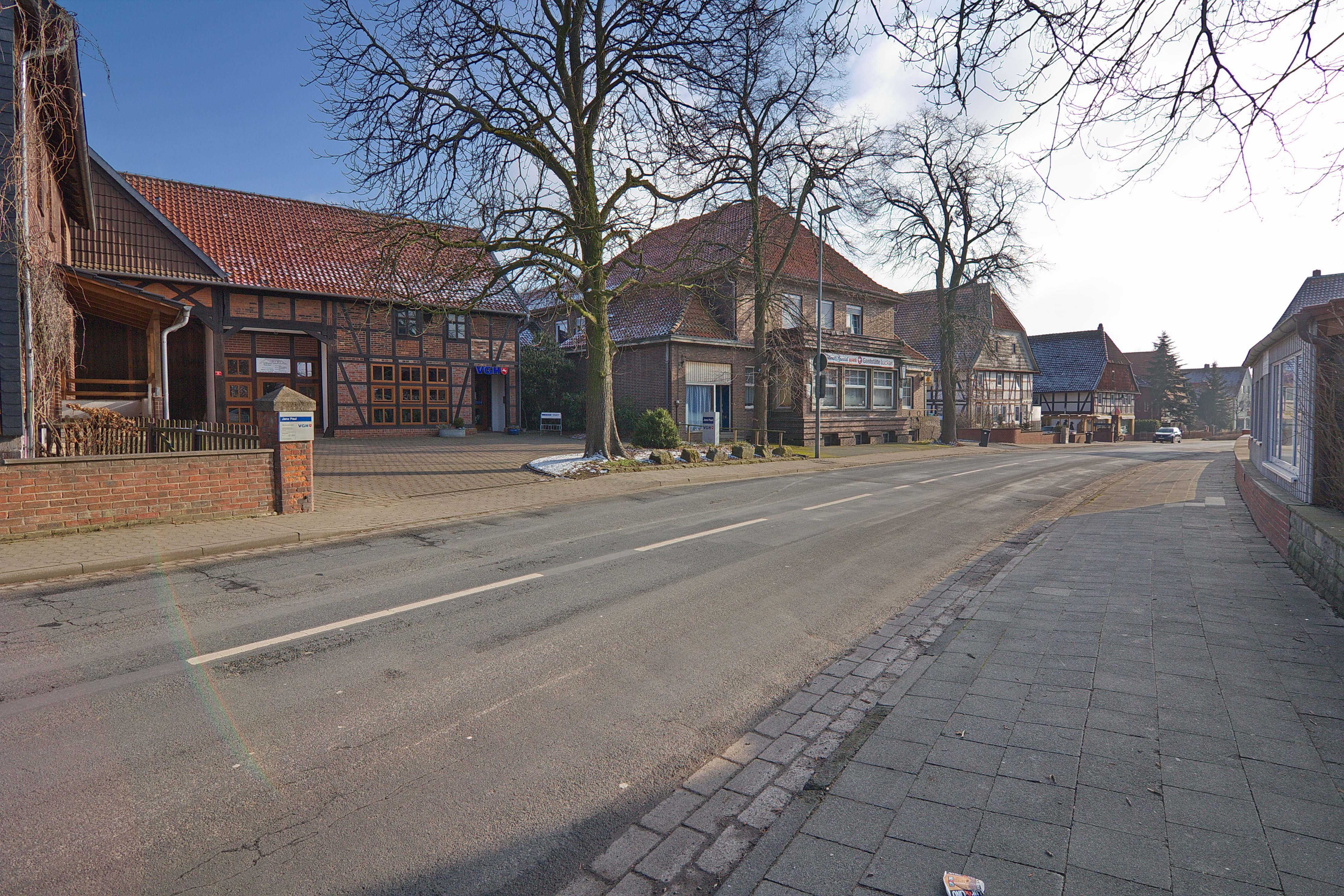
Ortsblick
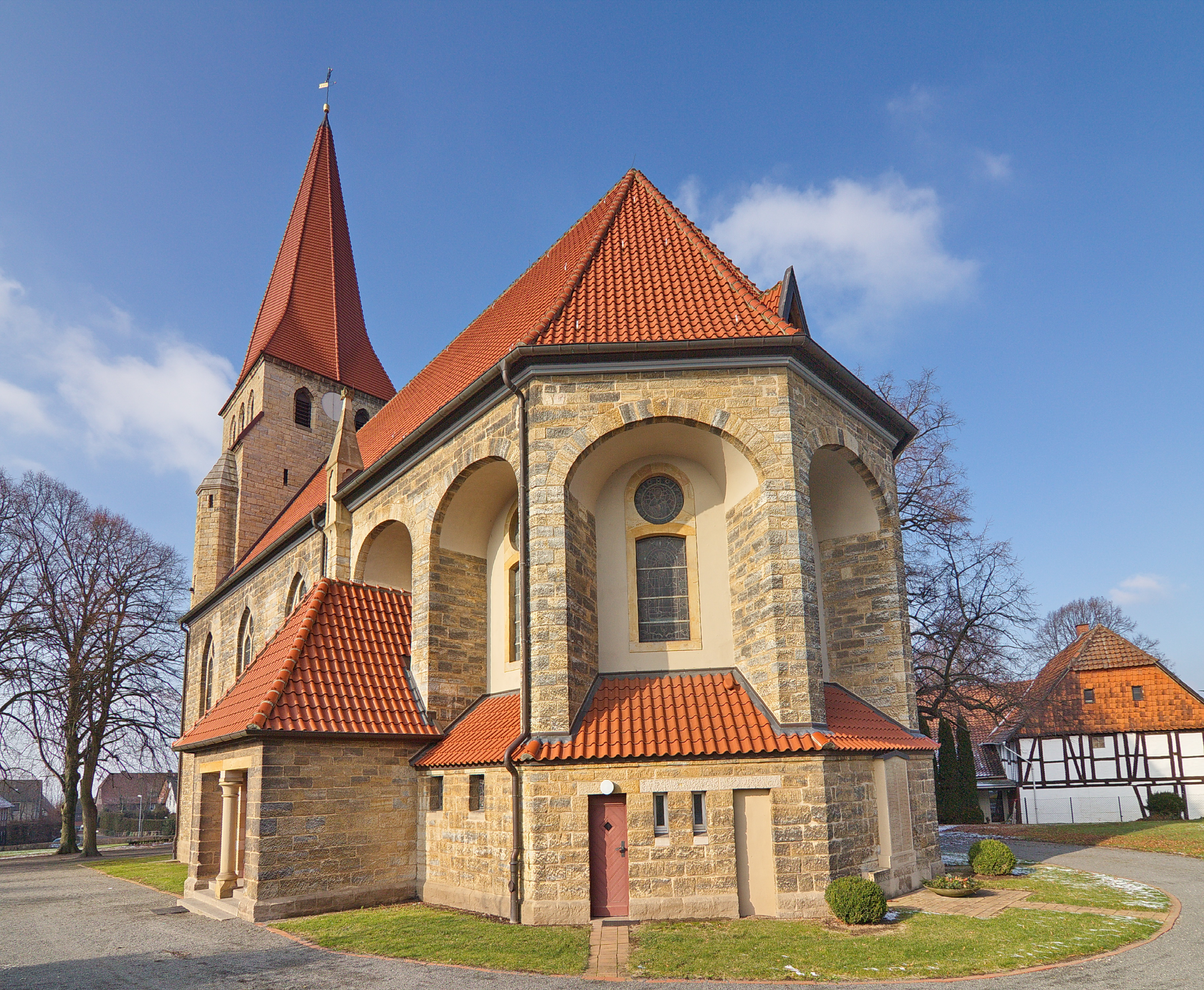
St.-Briccius-Kirche
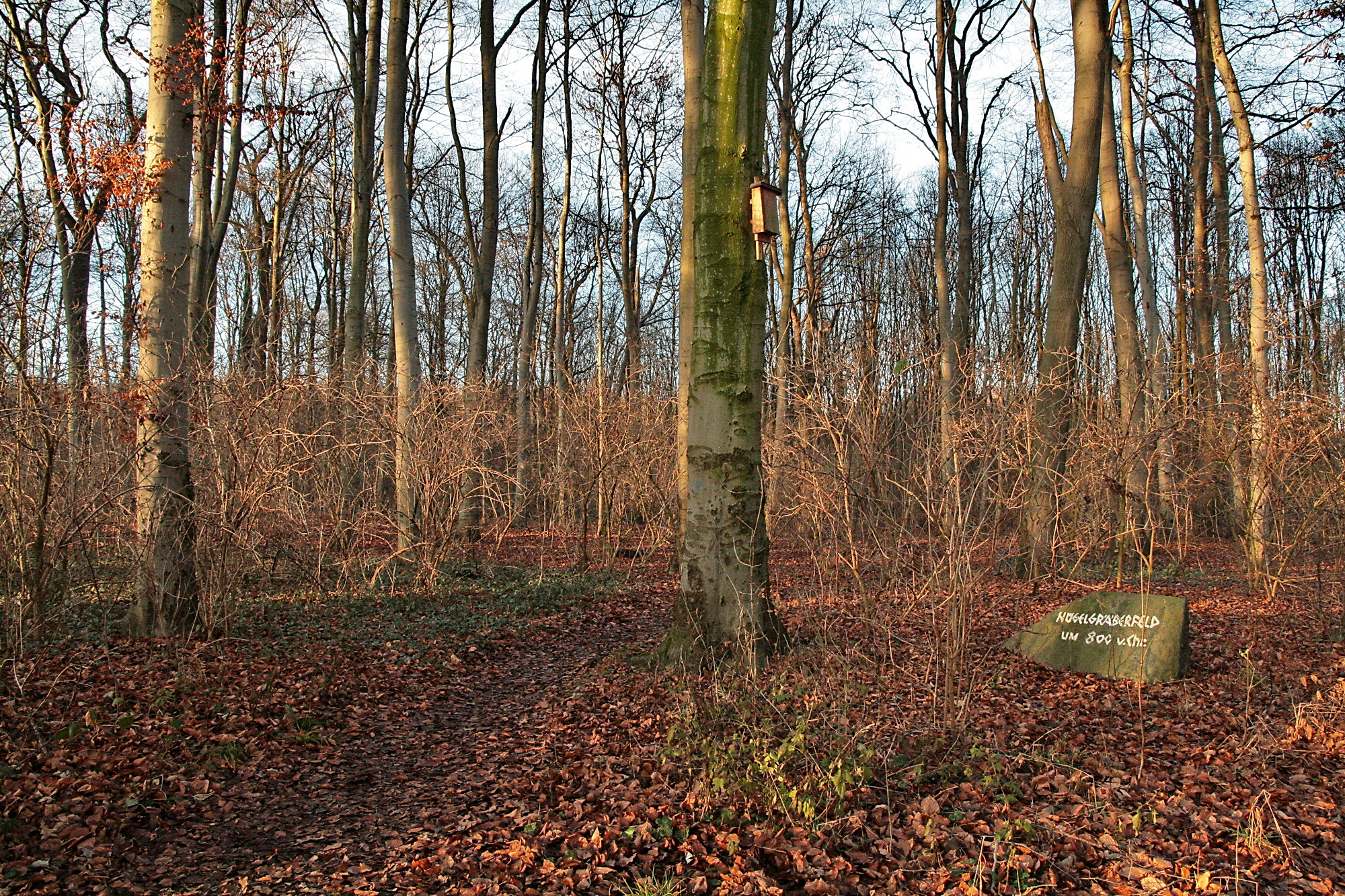
Hügelgräberfeld
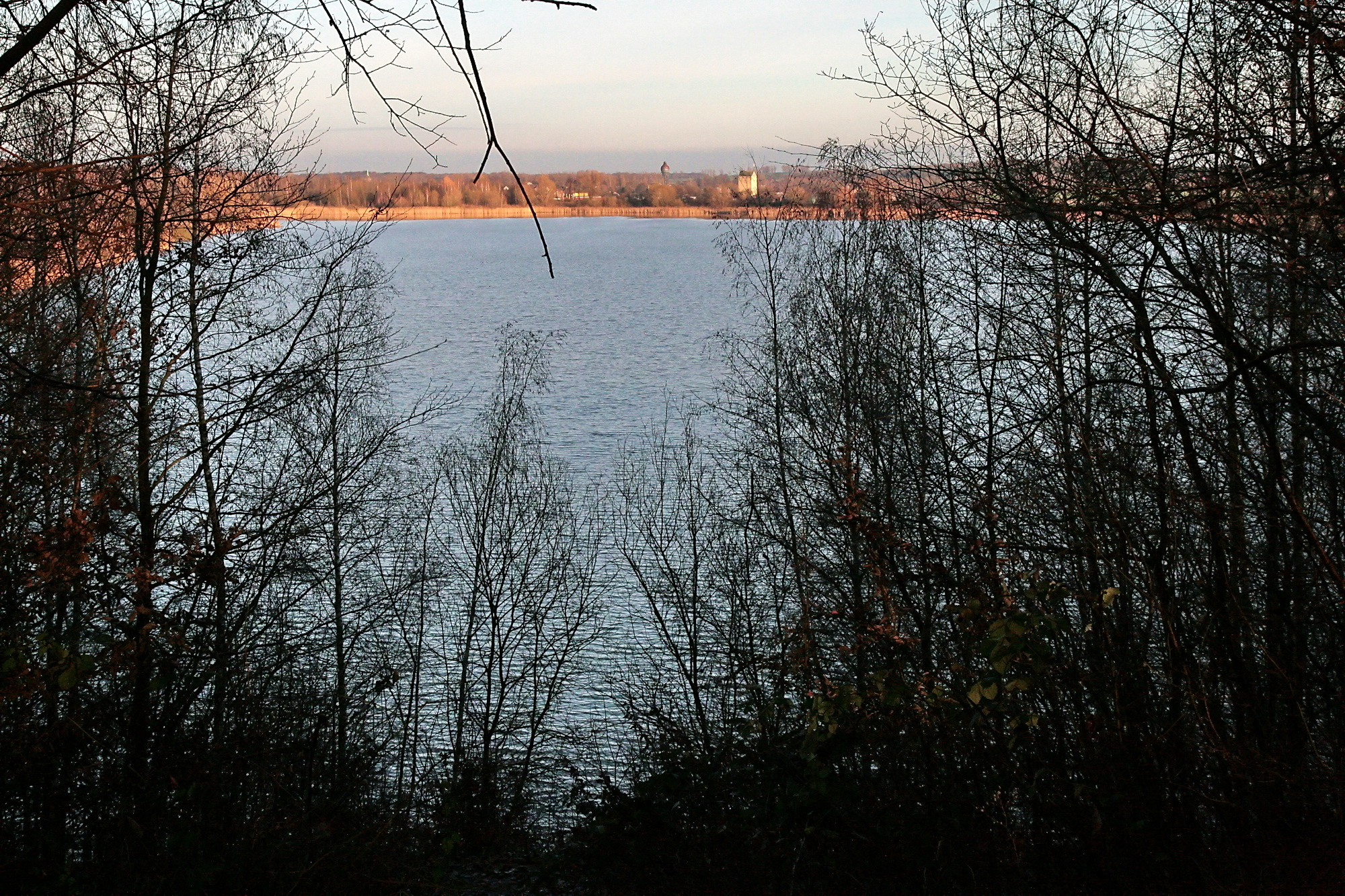
Auflandeteich
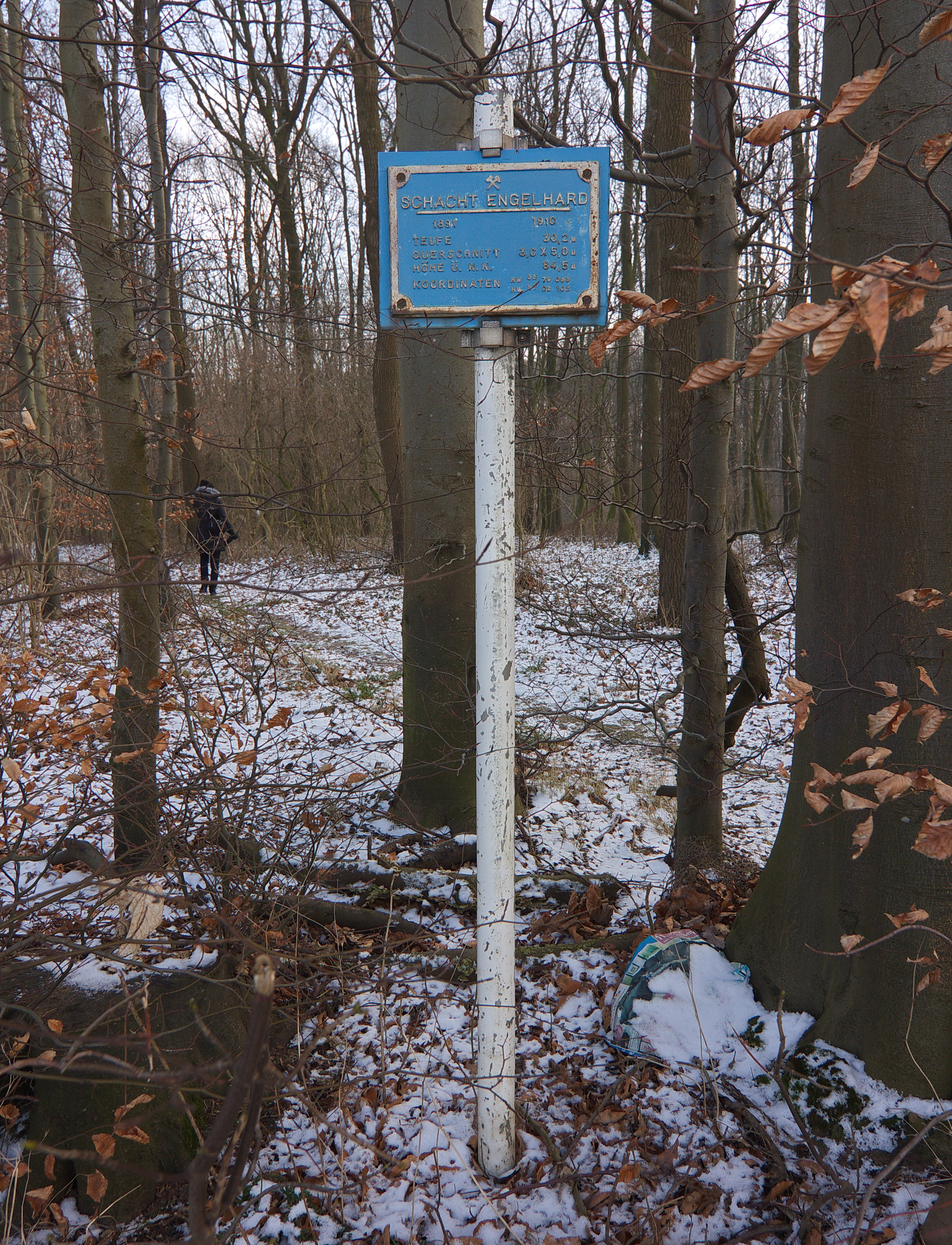
Gedenkplakette Schacht Engelhardt vor Adenstedt

Siehe auch: Liste der Baudenkmale in Ilsede#Adenstedt

### Grünflächen und Naherholung
- Der Auflandeteich Groß Bülten-Adenstedt ist eine 57 ha große Teichlandschaft östlich des Ortes.
- In einem Wäldchen an der Bültener Straße steht die Gedenkplakette an den 1910 abgeteuften Schacht Engelhardt.

### Sport
Der 1894 gegründete MTV Adenstedt wurde 1935 mit der Adenstedter Spielvereinigung (gegründet 1912 als Sportverein „Eiche“) zusammengeschlossen und führt seit 1945 die Bezeichnung „Sportgemeinschaft von 1894“.